# Moskunsuo
Moskunsuo är ett träsk i Finland. Det ligger i Juga i landskapet Norra Karelen, i den centrala delen av landet, 400 km nordost om huvudstaden Helsingfors.